# Jan Dhondt
Jan Dhondt (1915-1972) est un historien belge. Ses recherches sont étendues à des sujets très divers : les origines de la frontière linguistique romano-germanique, le Moyen Âge, l'histoire économique et sociale du XIXe et du XXe siècle.

## Biographie
Il naît à Gentbrugge le 22 janvier 1915 dans une famille appartenant à la bourgeoisie libérale et anticléricale. Son père est courtier en cotonnades, sa mère enseignante. Il étudie à l'Université de Gand. Il est archiviste aux Archives Centrales du Royaume à Bruxelles de 1922 à 1944, et Aspirant du Fonds National de la Recherche Scientifique de Belgique de 1939 à 1941. Il devient professeur à l'Université de Gand à 1944, et est le recteur de l'Université officielle du Congo à Lubumbashi de 1963 à 1966.
L’Académie des inscriptions et belles-lettres lui décerne le prix Gobert en 1949 et 1950 pour ses études sur La naissance des principautés territoriales en France, IXe – Xe siècles.
Il meurt le 20 août 1972, avec à son actif une œuvre de 168 titres, couvrant l'histoire belge européenne depuis l'époque franque.

## Œuvres
- Note sur l'origine de la frontière linguistique; in: revue L'Antiquité classique; t. XXI, 1952.
- Les Origines de la Flandre et de l'Artois; éd. Brunet, 1944.
- L'essor urbain entre Meuse et mer du Nord à l'époque mérovingienne; in: Studi in onore di Armando Sapori; Milan, 1957, t. I.
- Le problème de Quentovic; in: Studi in onore di Amintore Fanfani; Milan, 1962.
- Avec A. Van de Walle, La trouvaille de monnaies carolingiennes à Selzate; in: Handelingen der Maatschappij voor Geschiedenis en Oudheidkunde te Gent, IV, 1949.
- Gand; 1947. - Traduction en français de l'ouvrage Gent, éd. par De Sikkel, 1946.
- La naissance des principautés territoriales en France (IXe – XIe siècles); éd. De Tempel, 1948.
- Le haut Moyen Âge (VIIIe – XIe siècle); Paris (Bordas), 1976. Trad. en français par Michel Rouche.
- Histoire de la Belgique; Paris (PUF - Que sais-je ? n° 319), 1963; 2e éd., 1968.